# Малая Кульга
Малая Кульга(тат.  Кече Кульга) — деревня в Рыбно-Слободском районе Республики Татарстан.
Расположена в бассейне реки Суша, в 17 километрах к Северо-Востоку от поселка городского типа Рыбная Слобода.

## История
Основано во 2-й половине XVIII века. До реформы 1861 года жители относились к категории помещичьих крестьян. Занимались земледелием, разведением скота, бондарным делом. В начале XX века в поселении функционировали 2 мелочные лавки, ветряная мельница. В этот период земельный надел сельской общины составлял 226 десятин.
До 1920 село входило в Урахчинскую волость Лаишевского уезда Казанской губернии. С 1920 года в составе Лаишевского кантона Татарской АССР. С 1927 года в Рыбно-Слободском районе, с 01.02.1963 в Пестречинском районе. В 1965 году вновь включено в состав Рыбно-Слободского района.

## Население
| 1859 | 1897 | 1908 | 1920 | 1926 | 1938 | 1949 | 1958 | 1970 | 1989 | 2010 |
| ---- | ---- | ---- | ---- | ---- | ---- | ---- | ---- | ---- | ---- | ---- |
| 166  | 262  | 298  | 217  | 235  | 257  | 149  | 141  | 134  | 81   | 39   |